# Javorina (1328 m)
Javorina (1328 m) – szczyt w grupie górskiej Wielkiej Fatry w Karpatach Zachodnich na Słowacji. Położony jest w długim i krętym grzbiecie, którego niepozorny zwornik znajduje się w grzbiecie łączącym szczyty Ploská i Borišov, bliżej tego ostatniego. Grzbiet ten biegnie w kierunku północnym, tworząc lewe zbocza długiej Lubochniańskiej doliny (Ľubochnianska dolina). Kolejno, poczynając od Borišova znajdują się w nim szczyty: Šoproň, Javorina, Štefanová i Maľý Lysec, na którym grzbiet rozgałęzia się.
Javorina to mało wybitny szczyt. Jego wierzchołek i południowo-wschodnie stoki opadają do górnego odgałęzienia Lubochniańskiej doliny o nazwie Močidlo. Stoki te są w dużym stopniu trawiaste. Są to hale pasterskie do dzisiaj wypasane. Pasterski szałas znajduje się w źródliskowej części dolinki Močidlo. Porośnięte lasem stoki północno-wschodnie opadają do głównego ciągu Lubochniańskiej Doliny. W zachodnim kierunku do Belianskiej doliny (Belianska dolina) opada z Javoriny krótki, porośnięty lasem grzbiet z wierzchołkiem Suchá (1112 m). Oddziela on dolinę Belianskiego potoku (Beliansky potok) od doliny jego dopływu. Grzbietem tym biegnie granica rezerwatu przyrody Borišov (należą do niego południowe stoki grzbietu).
U zachodnich podnóży Javoriny, Na potoku po północnej stronie grzbietu Suchej) znajduje się Vodospad w Došnej. Javorina znajduje się w obrębie Parku Narodowego Wielka Fatra. Prowadzi przez nią szlak turystyczny – Magistrala Wielkofatrzańska (Veľkofatranská Magistrála).

## Szlaki turystyczne
odcinek Magistrali Wielkofatrzańskiej:  Ľubochňa – Kopa – Tlstý diel – Ľubochianske sedlo – Vyšne Rudno – sedlo Príslop – Chládkové – Kľak – Vyšná Lipová – Jarabiná – Malý Lysec – Štefanová – Javorina – Šoproň – Chata pod Borišovom. Suma podejść 2140 m, odległość 24,1 km, czas przejścia 8,40 h, ↓ 8 h.

## Przypisy

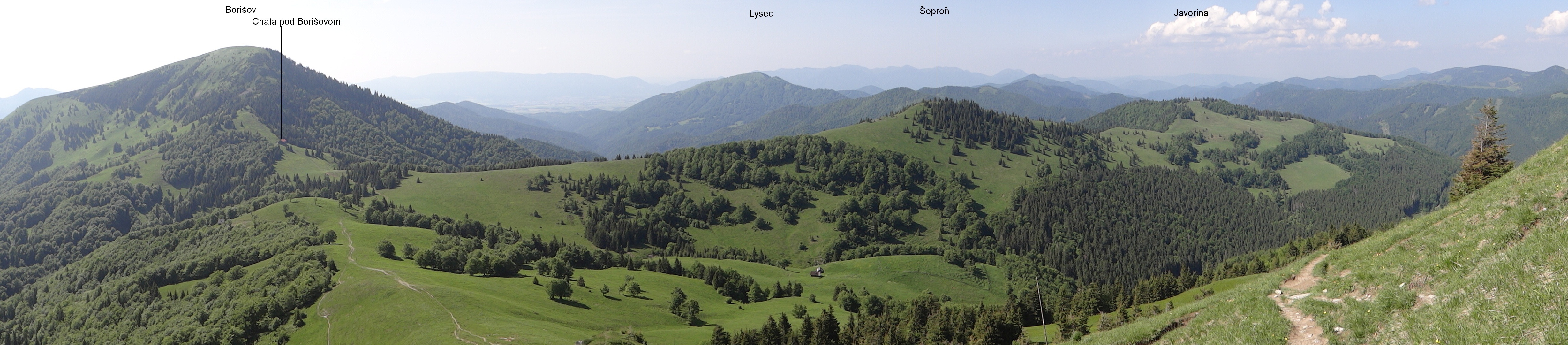
Widok ze zboczy Ploski